# Anuradhapursko kraljestvo
Anuradhapursko kraljestvo (sinhalsko අනුරාධපුර රාජධානිය, tamilsko அனுராதபுர இராச்சியம்), imenovano po glavnem mestu, je bilo prvo ustanovljeno kraljestvo v starodavni Šrilanki in pri Singhalcih. Ko ga je kralj Pandukabhaya ustanovil leta 377 pr. n. št., se je kraljeva oblast razširila po vsej državi, čeprav se je občasno pojavilo nekaj samostojnih področij, ki so postajale vse bolj številna do konca kraljestva. Kljub temu pa je bil kralj v Anuradhapuri razglašen za najvišjega vladarja države skozi celotno obdobje obstoja. Budizem je imel v tem obdobju pomembno vlogo, vplival na kulturo, zakonodajo in način upravljanja.  Družba in kultura sta bili korenito spremenjeni, ko je bila vera vpeljana v času vladanja kralja Devanampiya Tissa; ta kulturna sprememba je bila nadalje okrepljena s prihodom relikvije Budovega zoba (v Pali: danta dhātuya) na Šrilanko in s pokroviteljstvom, ki so ga širili njeni vladarji. 
Invazije iz južne Indije so bile stalna grožnja skozi celotno obdobje Anuradhapure. Vladarji, kot so Dutthagamani, Valagamba in Dhatusena, so bili pomembni zaradi premagovanja južnih Indijcev in ponovnega nadzora nad kraljestvom. Drugi vladarji, ki so pomembni po vojaških dosežkih so Gajabahu I., ki je začel invazijo proti napadalcem in Sena II., ki je poslal svojo vojsko, da bi pomagal Pandavanskemu princu.
Ker je bilo kraljestvo v veliki meri zasnovano na kmetijstvu, je bila gradnja namakalnih sistemov velik dosežek kraljestva, ki je zagotavljal oskrbo z vodo v suhi coni in pomagal državi rasti predvsem bolj samozadostno. Veliki kralji, predvsem Vasabha in Mahasena, so zgradili velike rezervoarje (zbiralnike) in kanale, ki so ustvarili obsežno in kompleksno namakalno mrežo na območju Rajarata skozi celotno obdobje Anuradhapure. Te konstrukcije so pokazatelj naprednih tehničnih in inženirskih znanj, ki se jih uporabljali za njihovo ustvarjanje. Znamenite poslikave in strukture v  Sigiriji, Ruwanwelisaya, Jetavanaramaya in druge velike dagobe, velike zgradbe, kot je Lovamahapaya in religiozna dela (kot so številni kipi Bude) so mejniki, ki prikazujejo napredek tudi v arhitekturi in umetnosti.

## Mesto Anuradhapura
Leta 543 pr. n. št je princ Vidžaja (543-505 pr. n. št.) prišel na Šrilanko, po tem ko je bil izgnan iz domovine v Indiji. Sčasoma je pripeljal otok pod svoj nadzor in se uveljavil kot kralj. Po tem je njegovo spremstvo vzpostavilo naselja in kolonije po vsej državi. Enega od teh je ustanovil Anuradha, kraljev minister, na bregovih reke imenovane Kolon in ga imenoval Anuradhagama. 
Leta 377 pr. n. št. je omenjeno naselje kralj Pandukabhaya (437-367 pr. n. št.) izbral za svojo prestolnico in ga razvil v uspešno mesto.  Anuradhapura (Anurapura) je bila imenovana po ministru, ki je prvič ustanovil naselje in po dedu Pandukabhaya, ki je tam živel. Ime je izhajalo tudi iz ustanovitve mesta ob ugodni zvezdi, imenovani Anura . Anuradhapura je bila glavna prestolnica vseh monarhov, ki so vladali državi v času Anuradhapurskega kraljestva, z izjemo Kašjapa I. (473-491), ki je izbral Sigirijo kot glavno mesto . Mesto je označeno tudi na Ptolemajevem zemljevidu .. 

## Zgodovina
Kralj Pandukabhaya, ustanovitelj in prvi vladar v Anuradhapurskem kraljestvu, je določil meje naselij v državi in vzpostavil upravni sistem z imenovanjem glavnih mest. Gradil je puščavniška bivališča, hiše za revne, pokopališča in namakalne zbiralnike. Velik del države je pridobil pod nadzor kraljestva. Vendar pa je bila šele z vladavino Dutthagamanija (161-137 pr. n. št.) celotna država poenotena. Porazil je 32 vladarjev v različnih delih države, preden je ubil Elarja, južnoindijskega vladarja, ki je zasedel Anuradhapuro in se povzpel na prestol. Kronika Mahavamsa z veliko hvale opisuje njegovo vladavino in posveti 11 poglavij od 37 njegovi vladavini. Opisan je kot kralj bojevnik in pobožen budist. Po poenotenju države je pomagal vzpostaviti budizem na trdni in varni osnovi ter zgradil več samostanov in svetišč, vključno z Ruwanwelisayo in Lovamahapayo. .
Drug pomemben kralj je bil Valagamba (103, 89-77 pr. n. št.), znan tudi kot Vatthagamani Abhaya, ki ga je pet napadalcev iz južne Indije strmoglavilo. Ponovno je pridobil prestol, potem ko je posameznike premagal enega po enega in ponovno združil državo. Saddha Tissa (137-119 pr. n. št.), Mahaculi Mahatissa (77-63 pr. n. št.), Vasabha (67-111), Gajabahu I. (114-136), Dhatusena (455-473), Aggabodhi I. (571-604) in Aggabodhi II. (604-614) so bili med vladarji, ki so tudi vladali celotni deželi. Vladarji od Kutakanna Tisse (44-22 pr. n. št.) do Amandagamanija (29-19 pr. n. št.) so tudi uspeli ohraniti celotno deželo pod vladavino kraljestva. Drugi vladarji niso mogli ohraniti svoje vladavine nad celotnim otokom, omejeno obdobjo sta pogosto obstajali neodvisni regiji Ruhuna in Malayarata (hribovita država). V zadnjih letih Anuradhapurskega kraljestva so se pojavljali upori, oblast kraljev pa se je postopoma zmanjševala. V času vladavine Mahinda V. (982-1017), zadnjega kralja, je kraljestvo postalo tako šibko, da ni mogel urediti zbiranja davkov.
V času Vasabhe, Mahasena (274-301) in Dhatusena je bila prednostna naloga izgradnja velikih namakalnih zbiralnikov in kanalov. Vasabha je zgradil 11 zbiralnikov in 12 kanalov. Mahasena je zgradil 16 zbiralnikov in velik kanal, Dhatusena pa je zgradil 18 zbiralnikov. Večina drugih kraljev je prav tako gradila namakalne zbiralnike po vsej Rajarati, območju okoli Anuradhapure. Do konca kraljestva je bila na celotnem območju Rajarata na voljo ogromna in zapletena namakalna mreža za podporo kmetijstvu v državi. 

### Prihod Budizma
Med najpomembnejšimi dogodki v času Anuradhapurskega kraljestva je bila uvedba budizma v državo. V času Devanampiya Tissa (250-210 pr. n. št.) in Ašoka iz Indije, je obstajalo močno zavezništvo, ki je arahanta Mahindo poslal štiri menihe in novica na Šrilanko. Na Devanampiya Tisso so naleteli pri Mihintali. Po tem srečanju je Devanampiya Tissa prevzel budizem, v državi je bil ustanovljen red menihov. Devanampiya Tissa, ki ga je vodil arahant Mahinda, je sprejel ukrepe za trdno vzpostavitev budizma v državi.
Kmalu zatem je bhikkhuni (nuna) Sanghamitta prispela iz Indije, da bi vzpostavila bhikkhuni sasana (red nun) v državi. Prinesla je sadiko svetega figovca iz Šri Maha Bodhi, drevo, pod katerim je Buda dosegel razsvetljenje, ki je bila nato zasajen v Anuradhapuri. Devanampiya Tissa je svojemu kraljestvu podaril novo zasajeno Jaya Sri Maha Bodi. Tako je to vzpostavil budizem na Šrilanki.

### Prihod relikvije svetega zoba
V času vladavine Kithsirimevana (301-328) sta Sudatta, podkralj Kalinga in Hemamala, zaradi nemirov v svoji državi, prinesla na Šrilanko relikvijo Budov zob. Kithsirimevan ga je nesel v procesiji in postavil v dvorcu po imenu Datadhatughara. Taka procesija se je nato odvijala vsako leto in je še vedno tradicija v državi. Budov zob je kmalu postala eden najbolj svetih predmetov v državi in simbol kraljestva. Oseba, ki je posedovala relikvijo, je bil pravi vladar države. Zato je bila pogosto shranjena v sami kraljevi palači.

### Invazije
Več napadov na Anuradhapursko kraljestvo se je zgodilo, od katerih so se vsi začeli iz južne Indije. Prva invazija, zabeležena v zgodovini države, je bila v času vladavine Suratisa (247-237 pr. n. št.), ki sta ga zrušila dva konjska trgovca iz Južne Indije, imenovana Sena in Guththika. Po tem, ko sta 22 let vladala državi, jih je porazil Asela (215-205 pr. n. št.), ki je nato dočakal drugo invazijo, ki jo je vodil princ Čolov imenovan Elara (205-161 pr. n. št.). Elara je vladal 44 let, preden ga je premagal Dutthagamani (Duttugamunu). Mahavamsa ugotavlja, da so ti tuji kralji pravično in zakonito vladali državi.
Država je leta 103 pr. n. št. ponovno prevzelo pet tamilskih načelnikov, Pulahatta, Bahiya, Panya Mara, Pilaya Mara in Dathika, ki so vladali do 89 pr. n. št., ko jih je premagal Valagamba. Naslednja invazija se je zgodila leta 433, država je padla pod nadzor šestih vladarjev iz južne Indije. To so bili Pandu, Parinda, Khudda Parinda, Tiritara, Dathiya in Pithiya, ki jih je porazil Dhathusena, ki je pridobil oblast leta 459. V času vladavine Sena I. (833-853) in Udaye III. (935-938) je bilo več invazij in napadov iz južne Indije. Zadnja, ki je pomenila konec kraljestva, je pahnila državo pod vladavino Čolov med vlado Mahinda V. 
Vendar pa nobeden od teh osvajalcev ni mogel razširiti svojega vladanja na Ruhuno, južni del države in šrilanški vladarji in njihovi dediči so vedno organizirali svojo vojsko s tega območja in uspeli obnoviti svoj prestol. V zgodovini Šrilanke je bila Ruhuna baza upornikov.

### Konec kraljestva
Leta 993 je čolski cesar Rajaraja I. vdrl na Šrilanko in prisilil tedanjega vladarja Mahinda V., da je zbežal v južni del države. Mahavamsa opisuje, da je Mahinda V. vladal šibko in da je država v tem času trpela revščino. Nadalje navaja, da se je njegova vojska uprla zaradi pomanjkanja plač. Rajendra I., sin Rajaraja I., je izkoristil to situacijo in leta 1017 začel veliko invazijo. Mahinda V. je bil ujet in odpeljan v Indijo, Čole pa so opustili mesto Anuradhapura. Premaknili so prestolnico v Polonnaruwo, ki so jo uporabljali tudi poznejši vladarji Šrilanke, ki so prišli na oblast. Tako se je končalo Anuradhapursko kraljestvo. 

## Uprava
Kraljestvu je vladal kralj. Posvečeni obredi in rituali, povezani s kraljem, so se začeli med vladavino Devanampiya Tissa, pod vplivom Indijca Ašoka. Dutthagamani je bil prvi, ki je državo združil pod enim monarhom. Pred tem je bilo v kraljestvu več precej neodvisnih enot. Sukcesija prestola je bila patrilinealna (po moški liniji) ali, če to ni bilo mogoče, je krono podedoval najstarejši brat prejšnjega kralja. [Kralj v Anuradhapuri je bil najvišji vladar na vsem otoku, tudi v času, ko ni imel absolutnega nadzora nad njim].
Štiri dinastije so vladale kraljestvu od ustanovitve do konca. Voditelji od Vidžaja do Subharaja (60-67) na splošno sodijo v dinastijo Vidžajan. Pandukabhaya je bil prvi vladar v kraljestva, ki je pripadal tej dinastiji. Dinastija Vidžajan je obstajala do Vasabha iz Lambakana leta 66. Njegov vzpon na prestol je bil začetek prve dinastije Lambakanov, ki so vladali več kot tri stoletja. Nova dinastija se je začela z Dhatusenom leta 455. Poimenovana je bila dinastija Moriya, izvor te linije pa je negotov, čeprav jih nekateri zgodovinarji pripisujejo k šakijskim princem, ki so spremljali sadiko Šri Maha Bodhi v Šrilanko. Zadnja dinastija v Anuradhapuskem obdobju, druga dinastija Lambakanov, se je začela z Manavamom (684-718), ki je prišel na prestol leta 684 in se je nadaljevala do zadnjega vladarja Mahinda V. 

### Uradniki in vodstvo
Kraljevi uradniki so bili razdeljeni v tri kategorije; uradniki v palači, uradniki osrednje uprave in uradniki pokrajinske uprave. Eden najpomembnejših položajev je bil purohita, kraljev svetovalec. Kralj je imel tudi kabinet ministrov, imenovan amati paheja. V osrednji upravi je bil senapati (poveljnik vojske) drugi položaj za kraljem in ga je imel pripadnik plemstva. Ta položaj, pa tudi položaj yuvaraja (podkralj), upravni položaji v deželnih provincah in glavnih pristaniščih in pokrajinah, so pogosto imeli kraljevi sorodniki.
Kraljestvo je bilo pogosto razdeljeno na dele ali pokrajine in upravljane ločeno. Rajarata, območje okoli prestolnice, je bilo pod neposrednim upravljanjem kralja, medtem ko sta Ruhuna (južni del države) in Malaya Rata (hriboviti del države) upravljali uradniki, imenovani apa in mapa. Te upravne enote so bile nadalje razdeljene na manjše enote, imenovane rata. Uradniki, imenovani ratiya ali ratika, so bili zadolženi zanje. Najmanjša upravna enota je bila gama (vas) pod vaškim poglavjem, imenovanim gamika ali gamladda. 

### Budistična duhovščina
Med vladarjem in Sango (budistično duhovništvo) je obstajala tesna povezava od uvedbe budizma v državo. To razmerje se je še okrepilo pod vlado Dutthagamanija. Menihi so pogosto svetovalci in celo vodijo kralja pri odločitvah. To zavezništvo je bilo še tesnejše pod Mahaviharijem, sredi 1. stoletja pred našim štetjem pa se je tudi sekta Abhayagiri začela tesno povezovati z vladarji. Do konca 3. stoletja se je tudi sekta Jetavana približala vladarju. Zveze med vladarjem in duhovništvom so pogosto oslabile vlado, kot se je zgodilo v času Lanjatisa. Celo Valagambovo gibanje upora je bilo sprva ovirano zaradi razkola z Mahaviharom in je uspelo šele po spravi. Nekateri vladarji so bili pokrovitelji le ene sekte, to pa je pogosto povzročilo nemire v državi, zato je večina vladarjev enako podpirala vse sekte. Kljub temu so verske ustanove pogosto plenile v času notranjih bojev med samimi vladarji, kot med vladavinama Dathopatissa I. (639-650) in Kašjapa II. (650-659). 

### Zakonodaja
Kot pravna podlaga so se uporabljale šege, navade in moralna načela, ki so temeljila na budizmu. Sčasoma so bili razviti in sprejeti posebni zakoni. Samantapasadika, komentarji iz 5. stoletja, vsebujejo podrobnosti o zapletenih predpisih o kraji rib. Glavni sodni uradnik je bil znan kot viniccayamacca in pod njim je bilo več sodnih uradnikov, znanih kot vinicchayaka. Poleg tega so imeli tudi oblastniki in pokrajinski guvernerji pooblastilo za izdajo sodb. Kralj je bil končni sodnik v pravnih sporih in vse zadeve proti članom kraljeve družine in visokim dostojanstvom države so pripadale njemu. Vendar pa je kralj moral to moč prevzeti skrbno in po posvetovanju s svojimi svetovalci. Udaya I. je zapisal sodbe, ki so bile pomemben precedens, v kraljevi knjižnici, da bi ohranili enotnost sodnih odločb.
Prvotno je bila pravosodna uprava na ravni vasi odgovorna skupnostim vasi, ki so jo običajno sestavljali starešine vasi. Vendar je bila proti koncu kraljestva skupina desetih vasi, znana kot dasagam, odgovorna za ohranitev pravice na tem območju. Kralj je razglasil zakone in pravne ukrepe, ki so jim morali slediti. V arheoloških izkopavanjih je bilo odkritih nekaj skalnatih napisov s takimi izjavami. Kazni so se razlikovale od vladarja do vladarja. Nekateri kralji, kot so Sanghabodhi (247-249) in Voharika Tissa (209-231), so bili v tem pogledu popustljivi, medtem ko so bili vladarji, kot sta Ilanaga (33-43) in Jetthatissa I. (263-273), ostrejši. Vendar pa so bili zločini, kot so izdaja, umori in zakol goveda, običajno kaznovani s smrtjo. 

## Gospodarstvo
Gospodarstvo v Anuradhapurskem kraljestvu je temeljilo predvsem na kmetijstvu. Glavni kmetijski proizvod je bil riž, katerega gojenje je podpiralo zapleteno namakalno omrežje. Pridelava riža se je začela okrog rek Malvatu oya, Deduru oya in Mahaweli ter se razširila po vsej državi. Kolobarjenje pridelave je potekalo tudi med deževnimi letnimi časi. Riž so gojili v dveh glavnih sezonah z imenom Yala in Maha. Zaradi obsežne proizvodnje riža je bila država večinoma samozadostna. Bombaž so gojili na veliko, da bi ustrezali potrebam po tkaninah. Gojili so tudi sladkorni trs in [[sezam]. V klasični literaturi se pogosto sklicujejo na te kmetijske proizvode. Proso so gojili kot nadomestek za riž, zlasti na suhem območju države. Izvažali so presežke teh proizvodov, predvsem riža. 
Primarno blago, ki so ga izvažali v času Anuradhapure, so bili dragulji, začimbe, biseri in sloni, keramične izdelke, svilo, parfume in vino so uvažali iz drugih držav. Tuji trgovci, predvsem Arabci, so pogosto delali kot posredniki pri tem uvozu in izvozu. Luksuzne tkanine so uvažali tudi iz vzhodne Indije in Kitajske. Kamniti napis v Anuradhapuri označuje, da je bil trg ali bazar pomembna funkcionalnost v mestu. Trgovina je bila v vasi omejena, saj so bile večinoma samozadostne, vendar je bilo treba nujno kupiti nujna živila, kot so sol in kovine. Položaj države v Indijskem oceanu in njenih naravnih zalivih je postal središče mednarodnega trgovinskega tranzita. Pristanišča, kot sta Mahatittha (Mannar) in Gokanna (Trincomalee), so bila uporabljena kot trgovska pristanišča.
Za poravnavanje sodnih glob, davkov in plačil za blago ali storitev se je pogosto uporabljala valuta. Vendar pa je bilo plačilo za storitve kralju, uradnikom in templjem pogosto opravljeno v obliki prihodkov od zemljišč. Najstarejši kovanci, najdeni v Anuradhapuri, so iz 200. pr. n. št. Ti prvi kovanci so bili na roke tolčeni pravokotni koščki srebra, znani kot kahavanu. Sčasoma so postali okrogli, ki so jim nato sledili pravi kovanci. Nekatere kovine, zlasti zlato in srebro, so se uporabljale tudi za trgovanje. Na kovancih tega obdobja so običajno vtisnili vzorce slonov, konj, svastiko in darmačakro.
Primarni davek tega obdobja je bil poimenovan bojakapati (davek na zrnje) in zaračunan za zemljišče, ki se je uporabljalo za gojenje. Za vodo, ki se je uporabljala iz zbiralnikov, je bil zaračunan davek na vodo imenovan dakapati. V pristaniščih so bile uvedene carine. Tisti, ki niso mogli plačati teh davkov v gotovini, naj bi sodelovali pri storitvah, kot je popravljanje zbiralnikov. Upravljanje davkov je bila dolžnost Badagarika, kraljevega zakladnika. 

## Kultura
Kultura v kraljestvu je v veliki meri temeljila na budizmu s klanjem živali za hrano, ki je veljalo za nizko in nečisto. Posledično je bila živinoreja, razen vzreje bivolov (Bubalus bubalis) in goveda, redka. Sloni in konji so bili prestižni simbol in jih je lahko imelo samo plemstvo. Sposobnosti, potrebne za usposabljanje in skrb za te živali, so bile zelo cenjene. Govedo in bivole so uporabljali za oranje in pripravo riževih polj. Mlečni izdelki so bili pomemben del ljudske prehrane. V pali in singalski literaturi je pogosto omenjenih pet izdelkov, pridobljenih od krave: mleko, skuta, pinjenec, ghee in maslo. Za prevoz so uporabljali vole in volovsko vprego.
Obdelava kovin je bila pomembna in dobro razvita obrt, kovinska orodja, kot so sekire in motike pa pogoste. Orožje in orodje iz železa in jekla so izdelovali v velikem obsegu za vojsko. Dober pokazatelj razvoja obdelave kovin tega obdobja je Lovamahapaya, ki je bila v celoti pokrita z bakrom.
Naselja so bila navadno koncentrirana okrog namakalnih zbiralnikov, da bi omogočili enostaven dostop do vode za kmetijstvo. Hiše so stale neposredno pod nasipom, med vodo in polji na spodnjem delu. To je olajšalo nadzor oskrbe z vodo na poljih in tudi podpiralo vzdrževanje domačih vrtov za pridelavo sadja in zelenjave. Vas je običajno sestavljal skupek stanovanj, riževih polj, zbiralnik, pašna tla, rezervni posevki zaradi kolobarjenja in vaški gozd. Na območjih z večjimi padavinami je stalni vodotok pogosto prevzel mesto zbiralnika. Zaradi velikega števila zbiralnikov je bilo v tem obdobju razširjeno ribištvo. Čeprav ni v celoti odsoten, v tem obdobju morski ribolov ni bil običajen predvsem zaradi težav s prevozom morskih rib v mesta, ki so bila daleč v notranjosti. 
Zdi se, da je bila ženskam v tem času dovoljena precejšnja svoboda in neodvisnost.  Dutthagamani je pogosto iskal nasvete svoje matere med vojaškimi akcijami.  Skalni napisi kažejo, da so ženske donirale jamam in templjem. Vendar ni podatkov o ženskah, ki bi imele kakršne koli administrativne položaje. Ni jasno ali so bile ženske enake moškim, vendar so v verskih zadevah imele popolno.

### Religija
Po uvedbi budizma med vladavino Devanampiya Tissa, se je pod njegovim pokroviteljstvom razširil po vsej državi. [95] Po tem so vladarji pričakovali, da bodo varovanci budizma v državi in postali legitimni dejavnik kraljeve oblasti. Do konca kraljestva so nastale tri bratovščine; Mahavihara, Abhayagiri in Jetavana. Mahavihara je bila ustanovljena takoj po uvedbi budizma v državo. Ker je predstavljal teravada učenje, je ostala strogo konvencionalna v celotnem kraljestvu. Abhayagirijeva bratovščina, ustanovljena po izgradnji samostana Abhayagiri, je predstavljalo več šol budističnih misli. Ni bila omejena na teravado in je sprejela mahajana in tantrične ideje. Malo je dokazov o bratovščini Jetavana, ki je bila ustanovljena po izgradnji Jetavanaramaya, kasneje kot drugi dve. Tudi to je bilo sprejemljivo za nove in bolj liberalne poglede glede budizma. 
Vladarji so sponzorirali teravado in pogosto ukrepali, da bi preprečili širjenje prepričanj mahajane. Vladarji, kot so Aggabodhi I., Kašjapa V. (914-923) in Mahinda IV. (956-972), so razglasili disciplinska pravila za pravilno vedenje Sange. Voharika Tissa in Gothabhaya (249-262) sta iz reda izločila več menihov. Spremembe v tem so se zgodile, ko je Mahasena sprejel mahajana učenje in delovala proti teravadskim ustanovam. Toda tudi on je dopustil učenje teravade po tem, ko se je prebivalstvo uprlo. Kot kraljestvo in oblast ali kralji zgubljali moč, tako sta se mahajana in tantrična doktrina spet začeli širiti, teravada pa je ostala glavna in najbolj razširjena doktrina. 
Sledilci hinduizma so bili do neke mere prisotni tudi med Anuradhapurskim kraljestvom. Številni so bili v Rajrati v času vladavine Elara. Mahasen je v času svojega vladanja v 2. stoletju uničil več hindujskih templjev. Zlasti indijske trgovske skupnosti, ki so živele v bližini pristanišč, kot sta Mahatittha in Gokanna, so bile privrženci hinduizma in hindujskih templjev. Do konca kraljestva v Anuradhapura so bili zgrajeni veliki hindujski templji, kot je tempelj Konesvaram. Zgodovinski viri  kažejo, da so med vladavino Valagamba bili prisotni tudi džainisti.

### Umetnost
Freske najdene v Sigiriji so naslikali v času vladavine kralja Kašjapa I. (vladal 477 - 495). Predstavljajo ženske figure, ki nosijo cvetje in so najstarejše ohranjene slike iz anuradhapurskega obdobja. Različne teorije obstajajo o tem, kdo je prikazan na teh slikah. Nekateri nakazujejo, da gre za apsare (nebeške nimfe - ženski duh oblakov in voda v hinduizmu), drugi predlagajo, da so gospe s kraljevega dvora ali celo predstavljajo oblake strele in dež. Čeprav imajo podobnost s poslikavami v jamah Adžanta v Indiji, obstajajo znatne razlike v slogu in sestavi, kar nakazuje, da gre za primere posebne šrilanške šole umetnosti. .
Slike iz jame v vasi Hindagali segajo v pozno anuradhapursko obdobje ali lahko celo pripadajo istemu obdobju kot slike v Sigiriji. Slike Sigirije in Hindagala so edini ohranjeni primerki umetnosti v kraljestvu. Ostanki poslikav kažejo, da so bile poslikane tudi stene in stropi nekaterih stavb in notranjih zidov dagob in vahalkad. Saddhatissa je zaposlovala slikarje za okrasitev Ruwanweli Seya, ko ga je njegov brat Dutthagamani želel videti na smrtni postelji. 
Kipi, najbolj opazni so kipi Bude, so umetnost, ki so jo kiparji Šrilanke izpopolnili v času Anuradhapurskega kraljestva. Najstarejši kipi Bude, ki spadajo v obdobje v Berani, segajo v 1. stoletje našega štetja. Pri izdelavi teh kipov so bili uporabljeni standardni položaji, kot so Abhaya Mudra, Dhyana Mudra, Vitarka Mudra in Kataka Mudra. Kip samadija v Anuradhapuri, ki velja za enega najlepših primerov starodavne umetnosti Šrilanke , kaže Budo v sedečem položaju v globoki meditaciji in je izklesan iz dolomitnega marmorja in datira v 4. stoletje. Kip Toluvila je iz granita, je podoben prejšnjemu, datira v poznejše obdobje kraljestva in je eden najbolje ohranjenih kipov na Šrilanki. Značilni stoječi kipi Bud iz obdobja so tisti iz Avukana, Maligavila in Buduruvagala. Kip Buduruvagala je najvišji v državi s 15 metri višine. Vsi ti kipi so izklesani iz raznih kamnin.
Rezbarije v templju Isurumunija so med najboljšimi primeri umetnosti rezbarjenja v kamnu v Anuradhapurskem kraljestvu. Spretnost v umetnosti je bila v tem času spoštovana in cenjena, umetniki pa so bili nagrajeni s strani vladarjev. Mahavamsa piše, da je bil Jetthatissa II. (328-337) sam usposobljen rezbar v kamnu in slonovini. 

### Arhitektura
Gradnja dagob (stup) je bila opazna ne le v obdobju Anuradhapurskega kraljestva, temveč v celotni zgodovini Šrilanke. Zgrajene so bile kot prostor za hrambo predmeta čaščenja. Dagoba Tuparamaya, ki jo je zgradil Devanampiya Tissa, je ena od prvih zgrajenih takoj po prihodu budizma. Gradnjo velikih dagob je začel kralj Dutthagamani z izgradnjo Ruwanwelisaya, ki je bila visoka 91 m in imela obod 91 m.
Anuradhapurske dagobe, ki segajo od zgodnja stoletja obdobja, so tako velikih razsežnosti, da predstavljajo največje strukture takega tipa kjerkoli v budističnem svetu, in so v veliki meri enakovredne piramidam v Egiptu.
Dagoba Abhayagiri v samostanskem kompleksu Abhayagiriya je še ena velika dagoba iz obdobja Anuradhapure, katere prvotna višina je bila 110 metrov. Jetavanaramaya, ki jo je zgradil Mahasen, je največja v državi. Dagobe so imele globoke in dobro zgrajene temelje, graditelji pa so se jasno zavedali lastnosti materialov, uporabljenih za gradnjo. Uporabljene so bile primerne metode za vsak tip materiala.
Vse stavbe so bile okrašene z rezbarijami in skulpturami in obkrožene z veliki kamniti stebri. Te kamnite stebre je mogoče videti v več zgradbah, kot je Lovamahapaya (Bronasta palača). Sistemi za odvodnjavanje teh zgradb so dobro načrtovani, cevi iz terakote so bile uporabljene za prenos vode v drenažne jame. Nekateri samostani so imeli velike ribnike, kot je Kuttam Pokuna (dvojni ribnik). Bolnišnični kompleksi so se tudi našli v bližini samostanov. Zgradbe so bile zgrajene z uporabo lesa, opeke in kamna. Za podlago in stebre so uporabljali kamen, medtem ko so bile opeke uporabljene za zidove. Za mavčne stene je bila uporabljena apnena malta.

## Namakanje in upravljanje voda
Padavine v suhem območju Šrilanke so omejene na 1270-1900 mm. Pod temi pogoji je bila pridelava težavna, zato so bili zgodnji naseljenci prisiljeni k razvoju sredstev za shranjevanje vode, da bi omogočili stalno oskrbo z vodo za svoje pridelke. Mali zbiralniki so bili zgrajeni na ravni vasi. Prvi večji zbiralnik za namakanje je bil Basawakkulama, ki ga je zgradil kralj Pandukabhaya. Nuwara wewa in Tissa Wewa sta bila zgrajena stoletje pozneje. Te zbiralnike so v naslednjih letih razširili različni vladarji. 
Gradnja velikih zbiralnikov se je začela v 1. stoletju pod vodstvom Vasabha. V tem obdobju je bil zgrajen kanal Alahara tako, da so reko Amban preusmerili 48 km na zahod. Zbiralnika Mahavilacchiya in Nocchipotana, ki ju je zgradil Vasabha, sta oba obseg približno 3,2 km. Med vladavino Mahasena so kanal Alahara razširili in podaljšali za oskrbo z vodo novozgrajenega zbiralnika Minneriya, ki je pokrival 18,9 km2, dolžina 2,01 km in višina nasipa 13 m. Poimenovali so ga Minneri Deiyo (bog Minneriya), ko ga ljudje na tem območju še vedno imenujejo. Zbiralnik Kavudulu, kanal Pabbatanta in zbiralnik Hurulu sta bila med velikimi namakalnimi konstrukcijami, izvedenimi v tem obdobju. Te konstrukcije so izjemno prispevale k izboljšanju kmetijstva v severnih in vzhodnih predelih suhe cone. Zbiralniki so bili v tem obdobju zgrajeni tudi na pritokih Daduru Oya, s čimer so oskrbovali vodo jugozahodni del suhe cone. To hranjenje in distribucija vodnih virov sta zagotovila, da je oskrba z vodo zadostovala za celotno suho območje. James Emerson Tennent je opisal starodavno namakalno mrežo kot:
... zdi se zelo verjetno, da verjamemo, da so iz lastnih poznejših izkušenj in razsežnosti, do katerih so prišli pri oblikovanju tovrstnih del, dosegli spretnost, ki je nobeno drugo ljudstvo v kateri koli drugi državi ni imelo. 
Vodni viri suhe cone so bili nadalje izkoriščeni v času Upatisa I. in Dhatusena. Gradnja Kala wewa, ki je obsegal površino 25,8 km2 z nasipom, dolgim 6,04 km in višino 12 m, je bila izvedena med vladavino Dhatusena. Preko 87 km kanala imenovanega Jayaganga je pritekla voda iz Kala wewa v Tissa Wewa in polnila mrežo manjših kanalov. Gradnja te mreže je tudi pripisana Dhatuseni. Jayaganga je napajal z vodo 180 kvadratnih kilometrov riževih polj. Do konca 5. stoletja sta pokrivala območje Rajarata dve večji namakalni mreži, ki so jo podpirale reke Mahaweli, Malvatu Oya in Kala Oya. V Mahavamsi piše, da so številni drugi vladarji zgradili številne namakalne zbiralnike, od katerih nekateri še niso bili identificirani. Do 8. stoletja so nastali veliki zbiralniki, kot so Padaviya, Naccaduva, Kantale in Giritale, ki so še dodatno širili namakalno mrežo. Od 8. stoletja pa do konca obstoja kraljestva ni bilo veliko dejavnosti pri gradnji namakalnih del.

### Tehnologija
Potrebna je bila napredna tehnologija za načrtovanje in izgradnjo velikih zbiralnikov in kanalov. Pri gradnji so bili prehodi med nizkimi grebeni hribov v suhih območjih uporabljeni za zajezitev vodnih tokov. V gradbeništvu sta bili uporabljeni dve različni tehniki; ena metoda je vključevala izdelavo nasipa z naravnimi kamnitimi formacijami v dolini, druga pa s preusmerjanjem vodotokov skozi zgrajene kanale v zbiralnike. Vsi zbiralniki in kanali na območju so bili med seboj povezani z zapletenim omrežjem, tako da se je presežna voda iz ene prelivala v drugega. Lokacije teh konstrukcij kažejo, da so se stari inženirji zavedali lokalnih geoloških formacij in jih učinkovito uporabili. Za oskrbo z vodo do in iz umetnih ribnikov so bili zgrajeni tudi podzemni vodi, kot na primer v Kuttam Pokuni in ribniki v Sigiriji. 
Jayaganga, dolga 87 km, ima naklon 15 centimetrov na 1,6 km ali 0,01%, kar kaže, da so gradbeniki imeli strokovno znanje in natančne merilne naprave, da bi dosegli najmanjši padec toka vode. Konstrukcija zapornic Bisokotuve, ki se uporablja za nadzorovanje zunanjega pretoka vode v zbiralnikih kaže na velik napredek v tehnologiji namakanja. Od tretjega stoletja so te zapornice iz opeke in kamna, postavljene na različnih ravneh v nasipih zbiralnikov. 